# مهران سهامی
مهران سهامی استاد و رئیس آموزش دانشکده علوم کامپیوتر در دانشگاه استنفورد است. او مدرک کارشناسی و دکترای خود را در رشته انفورماتیک از دانشگاه استنفورد دریافت کرده و همچنین به عنوان دانشمند ارشد در کمپانی گوگل به فعالیت پرداخته است.
سهامی دروس مقدماتی علوم کامپیوتر را در استنفورد تدریس می‌کند. او طراحی مجدد برنامه درسی انفورماتیک در دانشگاه استنفورد را هدایت کرد. فیلم برخی از کلاس های او به صورت آنلاین در یوتیوب و آی‌تونز در دسترس قرار داده شده‌اند.